# Gent-Wevelgem for kvinder 2016
Den 6. udgave af Gent-Wevelgem for kvinder blev afholdt den 27. marts 2016. Løbet er det fjerde løb i UCI Women's World Tour 2016 kalenderen.

## Hold
| UCI hold              | UCI hold  | UCI hold |
| Holdets navn          | Land      | Kode     |
| --------------------- | --------- | -------- |
| Alé Cipollini         | Italien   | ALE      |
| Bepink                | Italien   | BPK      |
| Bizkaia-Durango       | Spanien   | BDP      |
| Boels Dolmans         | Holland   | DLT      |
| BTC City Ljubljana    | Slovenien | BTC      |
| Canyon-SRAM Racing    | Tyskland  | LPR      |
| Cervélo Bigla         | Schweiz   | CBT      |
| Cylance               | USA       | CPC      |
| Hitec Products        | Norge     | HPU      |
| Lares-Waowdeals Women | Belgien   | LWW      |
| Lensworld-Zannata     | Belgien   | LZE      |
| Liv-Plantur           | Holland   | TLP      |

| UCI hold                              | UCI hold       | UCI hold |
| Holdets navn                          | Land           | Kode     |
| ------------------------------------- | -------------- | -------- |
| Lotto Soudal                          | Belgien        | LBL      |
| Orica-AIS                             | Australien     | OGE      |
| Parkhotel Valkenburg Continental Team | Holland        | PHV      |
| Poitou-Charentes.Futuroscope.86       | Frankrig       | BTC      |
| Rabo Liv Women                        | Holland        | RBW      |
| Servetto Footon                       | Italien        | SEF      |
| Tibco-SVB                             | USA            | TIB      |
| Topsport Vlaanderen-Etixx             | Belgien        | VLL      |
| Twenty16-Ridebiker                    | USA            | T16      |
| UnitedHealthcare Women's              | USA            | UHC      |
| Wiggle High5                          | Storbritannien | WHT      |

| Landshold                        | Landshold  | Landshold |
| Holdets navn                     | Land       | Kode      |
| -------------------------------- | ---------- | --------- |
| Udvalgt landshold fra Australien | Australien |           |

## Resultater
| Nr. | Rytter                     | Hold                      | Tid        |
| --- | -------------------------- | ------------------------- | ---------- |
| 1   | Chantal Blaak (NED)        | Boels-Dolmans             | 2 t 56' 0" |
| 2   | Lisa Brennauer (GER)       | Canyon-SRAM Racing        | 2 t ' 0"   |
| 3   | Lucinda Brand (NED)        | Rabo-Liv                  | +1' 24"    |
| 4   | Amy Pieters (NED)          | Wiggle High5              | +1' 24"    |
| 5   | Carmen Small (USA)         | Cervélo-Bigla Pro Cycling | +1' 24"    |
| 6   | Annemiek van Vleuten (NED) | Orica-GreenEDGE           | +1' 24"    |
| 7   | Leah Kirchmann (CAN)       | Team Liv-Plantur          | +1' 24"    |
| 8   | Ellen van Dijk (NED)       | Boels-Dolmans             | +1' 24"    |
| 9   | Emma Johansson (SWE)       | Wiggle High5              | +1' 27"    |
| 10  | Romy Kasper (GER)          | Boels-Dolmans             | +1' 32"    |